# 가야대역
가야대(삼계)역(Kaya University (Samgye) station, 加耶大(三溪)驛)은 경상남도 김해시 삼계동에 위치한 부산-김해 경전철의 역이다. 이 역부터 사상역까지 모두 지상 구간이다.

## 특징
부산김해경전철 신명차량기지가 인근에 있으며, 가야대학교 김해캠퍼스는 이 역의 2번 출구 인근에 있고, 650m 떨어져 있다.
이 역에서 차량기지 방면으로 가면 회차선이 있다. 그 곳에서 더 가면 신명차량기지가 있는데 대부분의 열차는 이 역에서 차량기지 입·출고선을 통해 회차하며, 차량 점검 열차는 차량기지로 입고된다. 개통 전 가역명은 신명역이었고, 개통 초기 김해시청이 삼계역.가야대입구로 역명을 변경하려 하였으나 무산되었다. 애초에 가야대역 위치는 가야로와 해반천로가 만나는 지점, 즉 신명초등학교와 동원아파트 길 건너편(현재 삼계농협앞)에 들어설 예정이었으나 어떤 이유에서인지 장신대역 방향으로 300m 정도 내려간 곳에 들어섰다. 이에 따라 부영2단지 아파트와 화정마을 아파트단지 네 곳과 가까워지고, 5단지 푸르지오 아파트 단지와 이안아파트 단지와는 멀어지게 되었다. 역 위치변화가 변칙으로 보이는 것은 역간 거리를 보면 알 수 있다. 인접한 역을 예로 들면 박물관역과 연지역과 사이의 거리가 약 1100m 정도이고, 연지역과 장신대역 사이의 거리 역시 약 1200m 가량인 반면 장신대역과 가야대역 사이의 거리는 애초 계획이었던 1150m에서 850m로 줄어들었다. 그리고 차량기지의 순환선 때문에 사상역 주박 열차가 아닌 경우 다음날 열차의 앞뒤가 바뀌어서 운행된다.

## 승강장
2면 2선의 상대식 승강장이 있는 지상역이며, 스크린도어가 설치되어 있다.
| 장신대↑   |
| \| 상     |
| 시·종착역 |

| 상행 | ● 부산-김해 경전철 | 사상 방면 |
| 하행 | ● 부산-김해 경전철 | 당역 종착 |

## 역 주변
- 신명차량사업소
- 가야대학교 김해캠퍼스
- 분성마을2·3단지
- 삼계초등학교
- 나눔공원
- 삼계사거리
- 삼계초등학교
- 삼계중학교
- 상동방면

## 인접한 역
| 부산-김해경전철     | 부산-김해경전철    | 부산-김해경전철 |
| ------------------- | ------------------ | --------------- |
| 20 장신대 사상 방면 | ● 부산-김해 경전철 | 시·종착역       |